# Kabaszin
Kabaszin (arab. كباشين) – wieś w Syrii, w muhafazie muhafazie Aleppo. W 2004 roku liczyła 583 mieszkańców.